# Gornji Kukuruzari
Gornji Kukuruzari is een plaats in de gemeente Donji Kukuruzari in de Kroatische provincie Sisak-Moslavina. De plaats telt 78 inwoners (2001).